# عملية درع الشمال
عملية الدرع الشمالي ((بالعبرية: מבצע_מגן_צפוני‏)، (بالإنجليزية: Operation Northern Shield)‏)، هي عملية عسكرية إسرائيلية بدأت في 4 ديسمبر 2018. هدف العملية هو تحديد موقع وتدمير أنفاق حزب الله التي تصل إلى شمال إسرائيل. العملية جزء من الحرب الإيرانية الإسرائيلية بالوكالة المستمرة. حزب الله، يعتبره المجتمع الدولي تنظيماً إرهابياً، ويمول بشكل كبير من قبل إيران.

## التخطيط
في 4 ديسمبر 2018 أعلن الجيش الإسرائيلي انطلاق عملية عسكرية على الحدود الشمالية مع لبنان، قال: "إنها تستهدف كشف وإحباط انفاق يحفرها حزب الله داخل الأراضي الإسرائيلية. واطلق على الحملة اسم الدرع الشمالي، ويقودها طاقم خاص ومشترك لهيئة المخابرات والقيادة الشمالية"، وسلاح الهندسة وإدارة تطوير وسائل قتالية". وأوضح في بيان "أن الحملة، تهدف إلى تدمير الأنفاق الهجومية الممتدة داخل إسرائيل". واتّهم حزب الله بالوقوف وراء حفر الأنفاق، مشيراً إلى أن ذلك كان بدعم وتمويل من إيران.
وأضاف البيان الإسرائيلي: «منذ عام 2014 يعمل الطاقم الخاص والمشترك، في قضية الأنفاق في الجبهة الشمالية». ولفت «أن الجيش الإسرائيلي تمكّن في السنوات الأخيرة من تطبيق خطة دفاعية خاصة في المنطقة، تضمنت أعمالا لإقامة جدران وعوائق صخرية، بالإضافة إلى أعمال تجريف للأراضي». واعتبر الجيش «أن حفر الأنفاق، التي تم كشف أمرها بشكل مسبق، وقبل أن تشكّل تهديداً فوريا لإسرائيل، يعتبر خرقاً فادحاً للسيادة الإسرائيلية»، متّهما حزب الله بخرق وتجاهل قرارات الأمم المتحدة.
كما حمّلت إسرائيل الحكومة اللبنانية مسؤولية كل ما يجري داخل الأراضي اللبنانية في منطقة الخط الأزرق شمالاً، قائلة إن «هذه الأنفاق تثبت عدم قيام الجيش اللبناني بمسؤولياته في تلك المنطقة»، ومحذّرةً الجيش ومطالبةً اياه بالابتعاد عن هذه المناطق.
وأعلن المتحدث باسم الجيش الإسرائيلي أفيخاي أدرعي أنه "تم اكتشاف نفق تابع لحزب الله في منطقة كفركلا في الجنوب". ولفت في تغريدة إلى ان النفق يخرق السياج الأمني في منطقة جنوب كفركلا لكنه لم يشكل تهديدًا فوريًا على سكان المنطقة". وقال: "إن الجيش الإسرائيلي يحذر عناصر "حزب الله" والجيش اللبناني وينصحهم بالابتعاد عن أي مسار هجومي تم حفره من الأراضي اللبنانية إلى الأراضي الإسرائيلية. وأعذر من أنذر".
ونشر الجيش الإسرائيلي مقاطع ڤيديو تظهر حفارات ومعدات عسكرية، قال أنها تعمل على اكتشاف الأنفاق في المنطقة الشمالية، في مستوطنة المطلّة. (انظر قسم مرئيات).
وكشفت القناة العاشرة الإسرائيلية أن الخارجية الإسرائيلية عممت على جميع السفراء الإسرائيليين في جميع أنحاء العالم بإرسال رسائل إلى أعلى المستويات في البلدان التي يتواجدون فيها، للتوضيح أن "نشاط الجيش الإسرائيلي على الحدود الشمالية ضد أنفاق حزب الله هو دفاعي ويتم تنفيذه في الأراضي الإسرائيلية وأن إسرائيل غير معنية بالتصعيد.

### التنفيذ
من أجل العملية، نشر الجيش الإسرائيلي وحدات الهندسة القتالية ضمن وحدة القوات الخاصة يحلاموت، المعدات الثقيلة والبلدوزرات. نُفذت العملية بالتعاون مع المخابرات العسكرية الإسرائيلية والقيادة الشمالية.
وفي 4 ديسمبر 2018، أول أيام عملية الدرع الشمالي، اكتشف الجيش الإسرائيلي نفقاً من جنوب كفركلا إلى بلدة المطلة داخل إسرائيل. النفق يبدو أنه أنشئ قبل سنتين، من داخل منزل خاص، ومزود بالكهرباء للإضاءة وبشبكة اتصالات. النفق يتوغل لمسافة 40 متر داخل الأراضي الإسرائيلية.

## اليونيفيل
من جانبتها أعلنت قيادة يونيفيل أن الجيش الإسرائيلي أبلغ يونيفيل، صباح 4 ديسمبر، أنه بدأ بأنشطة جنوب الخط الأزرق للبحث عما يشتبه بأنه أنفاق. وأكدت في بيان أن الوضع العام في منطقة عمليات يونيفيل لا يزال هادئاً، وتعمل مع جميع المحاورين من أجل الحفاظ على الاستقرار العام، وأن جنود حفظ السلام التابعين لها زادوا من دورياتهم على طول الخط الأزرق، إلى جانب القوات المسلحة اللبنانية، للحفاظ على الاستقرار العام وتجنب أي سوء فهم قد يؤدي إلى تصعيد.

## ردود الفعل

### حزب الله
أعلن "الاعلام الحربي المركزي"، التابع لـ"حزب الله"، تفاصيل النشاط العسكري للجيش الإسرائيلي عند الحدود اللبنانية، فأوضح أنه "عند التاسعة من مساء أمس الاثنين، حضرت آليات حفر وشاحنات تابعة لجيش العدو "الإسرائيلي"، إلى المنطقة المقابلة لبلدة كفركلا، وتحديداً عند الترقيم الحدودي 431 و440.
وصباح اليوم الثلاثاء، حشد العدو قوة قوامها 12 آلية عسكرية وعدداً آخراً من آليات الحفر والجرافات، وتزامن ذلك مع وصول عدد من مراسلي وسائل الإعلام العبرية، حيث أعلن المتحدث باسم جيش العدو عن إطلاق عملية عسكرية في المنطقة باسم «درع الشمال»، للكشف عن أنفاق يزعم أنّها تمتد من جنوب لبنان إلى مستوطنات شمال فلسطين المحتلة.
ولاحقا، أعلن الجيش "الإسرائيلي" عن أنّ العملية التي بدأها سوف تستمر في الساعات القادمة، على أن تسير دوريات لفرق الهندسة على كامل الشريط الحدودي، وصولاً إلى القطاع الغربي".
كما ارفق الإعلان بفيديو صور من الطرف اللبناني للعملية العسكرية الإسرائيلية، ويفسر البعض ان الرسالة من الفيديو هو إرسال رسالة مبطنة أن حزب الله ليس غافلعن التصعيدات الإسرائيلي إنما يراقب ويقوم بالتقيمات الخاصة به للوضع.

### لبنان
لم تعطي السلطات الرسمية اللبنانية أي رد فعل رسمي على العملية، وربما يكون السبب التعذر القائم في تشكيل الحكومة التي تم تكليف سعد الحريري بتشكيلها.
والرد الرسمي الوحيد جاء عن طريق الجيش ببيان جاء فيه «على ضوء إعلان العدو الإسرائيلي فجر اليوم إطلاق عملية» درع الشمال«المتعلقة بأنفاق مزعومة على الحدود الجنوبية، تؤكد قيادة الجيش أن الوضع في الجانب اللبناني هادئ ومستقر، وهو قيد متابعة دقيقة».

### إسرائيل
انتقد وزير الدفاع المستقيل أفيكدور ليبرمان الحملة العسكرية في الشمال، معتبراً أن الجبهة مع غزة أكثر خطورة من أنفاق
حزب الله. وقال «ليبرمان»: «لا يوجد حاجة ملحة للتعامل مع الأنفاق في الشمال، وجبهة عزة أهم وأكثر خطورة ويجب التعامل معها أولاً».
من جهته قلل روني دنيال المحلل العسكري للقناة الثانية العبرية من نجاعة الحملة العسكرية في الشمال، معتبراً أن حزب الله لن يتوقف عن حفر الانفاق لأن هدفه المعلن هو احتلال الجليل.
كما هدد وزير الأمن الداخلي الإسرائيلي گلعاد أردان لبنان، قائلاً «ما سيحدث من الآن فصاعدا سيكون على مسؤولية الحكومة اللبنانية وقد يعرضها للخطر كذلك».
قلت صحيفة معاريف العبرية عن أردان قوله «من الآن فصاعداً، لن تكون الحكومة اللبنانية قادرة على القول بأن هناك منظمة مسلحة تعمل من أراضيها».
فيما أعرب رئيس شعبة الاستخبارات السابق في الجيش الإسرائيلي عاموس يدلين، عن تخوفاته من ردة فعل حزب الله اللبناني على عملية الردع الشمالي، والتي تستهدف أنفاقه المخترقة للحدود الإسرائيلية. وأشار يدلين، إلى أن عملية الدرع الشمالي ضرورية ومهمة لأمن إسرائيل، وأن الهدف منها الكشف عن أنفاق حزب الله وتدميرها، خشية من استخدامها من قبل الحزب واحتلال بلدات إسرائيلية واقعة قرب الحدود.
من جهتها، أشادت وزيرة الثقافة والرياضة الإسرائيلية ميري ريكيف بعملية الدرع الشمالي لتدمير أنفاق حزب الله في الشمال.
من جانبه عقّب رئيس الكنيست الإسرائيلي يولي إدلشتاين، قائلاً: «شعب إسرائيل بكامله يرقب بأعينه الآن ما يحدث في الشمال، لن نسمح بخرق السيادة الإسرائيلية، أشد على يد سكان الشمال وقواتنا التي تنفذ المهمة الهامة بمهنية».
كما بارك وزير المواصلات والاستخبارات يسرائيل كاتس، عملية تدمير أنفاق حزب الله، وأثني على رئيس الحكومة ووزير الجيش نتنياهو أنه وبرغم الضغوطات الكبيرة يقود الآن عملية صائبة".

### الولايات المتحدة
نقلاً عن مستشار الأمن القومي الأمريكي جون بولتون إن: «السلطات الأمريكية تدعم بقوة جهود إسرائيل للدفاع عن سيادتها وتدعو حزب الله لوقف حفر الأنفاق».

### روسيا
أعلنت المتحدثة الرسمية باسم وزارة الخارجية الروسية، ماريا زاخاروفا، أن موسكو تعول على أن إسرائيل لن تنتهك القرار الأممي رقم 1701 خلال العملية التي تجريها شمالي البلاد.